# Desmopachria basicollis
Desmopachria basicollis är en skalbaggsart som beskrevs av Guignot 1950. Desmopachria basicollis ingår i släktet Desmopachria och familjen dykare. Inga underarter finns listade i Catalogue of Life.